# Кли (замък)
Замъкът Кли (на италиански: Castello di Cly) е разрушено средновековно имение (манор) в регион Вале д'Аоста, Северна Италия. Разположено е в едноименното подселище на община Сен Дени.

## Описание
Той принадлежи към типологията на т. нар. „примитивни замъци“, състоящи се от централна кула, често с квадратен план, заобиколена от голяма стена, която включва и други сгради.
Първоначалната му функция е предимно отбранителна, както се вижда от неговото разположение: намира се на скалист издатък на надморска височина от 780 метра, на лесно защитима позиция, от която може да доминира над село Шамбав и дъното на долината от Аоста до Сен Венсан.
От петроложка гледна точка е разположен на релеф от метабазити, съставен от амфиболитни неравности, по-специално използва първото издаване на твърда скала, поставено на ръба на голямата нестабилност на склона, простиращ се до замъка на Кар.

## История
Мястото, със средновековно оформление, вече е било заето в праисторически и протоисторически времена, както се разкрива от археологическите разкопки от 2006 г.
Замъкът е официално споменат за първи път в документ от 1207 г., в който параклисът sancti Mauricij de castro Cliuo се споменава сред активите на Провостура Сен Жил във Верес. Някои дендрологични анализи, извършени върху дървени конструкции, открити вътре в крепостта, вероятно най-старата сграда в замъка, правят възможно да се датира дори от 1027 .
Той има завидна позиция: намира се на нещо като скалисто „панетоне“ над село Шамбав и навремето е контролирал селото под него и единствения транзитен път – този на Галиите. По този начин е било възможно да се контролират населените места Шамбав, Нюс, Кар до портите на Аоста и от хълма Коле Сан Пантелеоне контролът се е разширявал до (почти) цялата долина Валтурнанш.
В ранните дни замъкът принадлежи на клона Кли на семейство Шалан. Господарство Кли е било едно от най-важните в района, тъй като владението му е включвало хълмистите райони (Шамбав, Верей, Сен Дени), цялата Валтурнанш (с изключение на Шамоа) и различни земи в Швейцарско Вале, достъпни през проходите в долината. Става въпрос за невероятно обширно и стратегическо владение за контрол на търговските пътища, много натоварени по онова време.

Родоначалникът на клона Кли на Шалан вероятно е Бозон IV, син на виконта на Аоста Бозон III. През 1212 г. той получава феодите Шатийон и Кли със замъка Кли от графовете на Савоя. Феодът включва доста обширна територия, в която влизат настоящите общини Шамбав, Сен Дени, Диемо, Верей, Торньон и цялата Валтурнанш. Бозон IV разширява и укрепва замъка, достигайки сегашната структура. След смъртта  му замъкът преминава към сина му Бонифаций I, който през 1337 г. е наследен от сина си Петър. Петър е властен човек, който тиранизира своите поданици и се противопоставя на граф Амадей IV Савойски, който в крайна сметка го лишава от титлата и конфискува имуществото му. 
Документите на савойското кастеланство и Errores gazariorum – сборник за магьосничеството в Западноалпийската област, разказват историята на Йоханета Кауда – първата жена, обвинена в магьосничество в тази алпийска област, по-специално за това че е изяла внуците си заедно с приятелка. По това време замъкът Кли е бил административен и съдебен център на господарството, а в крепостта са се помещавали затворите: именно в тях Йоханета прекарва 71 дена, преди да бъде публично изгорена на клада в Шамбав, близо до замъка, на 11 август 1428 г. в деня на Св. Лаврентий, покровител на селото. Кастеланът доставя безплатно, както става обичайно, дърва и храсти за кладата.
Започвайки от 1376 г., замъкът става пряка собственост на Савойската династия, която е искала да го притежава от няколко години по силата на стратегическото му положение. От този период са открити някои точни записи на разходите, съдържащи информация за разходите за извършените интервенции по поддръжката. Сред тях има обикновени разходи като закупуване на дърва или вар за измазване на стените и други по-сериозни за ремонта на стените или на покривите. Важен разходен елемент се отнася до водоснабдяването на замъка, който има течаща вода благодарение на дървен тръбопровод, която пресича извор в хълма нагоре по имението.
Савойците управляват замъка около два века. По-късно имението и околният феод са дадени на различни семейства: Сан Мартино, графове Сан Мартино ди Страмбино, след това чрез брак на де Кандия, Графовете на Виске, Виздомини ди Джиневра и през 1558 г. като зестра на Бираго Сан Мартино де Кандия от Маркграфство Кандия. През 1634 г. те минават към семейство Ронкас от замъка Шател Аржан (във Вилньов).
В края на XVII век замъкът е изоставен и част от камъните му са използвани от Ронкас за построяването на по-удобен дом в Шамбав. За замъка това е началото на неумолим упадък, който го превръща в сегашната руина. Този процес е прекъснат едва в началото на XX век, когато историкът Танкреди Тибалди купува сградата от името на община Сен Дени, чийто кмет е.
Замъкът, все още собственост на община Сен Дени и към 2023 г., е отворен за обществеността и може да бъде частично посетен с обиколки с гид през лятото.

## Замък
Замъкът Кли принадлежи към типологията замъци от Вале д'Аоста от примитивен тип, състоящ се от масивен централен донжон, заобиколен от голяма стена, която включва в себе си освен крепостта и други сгради. В случая на Кли стената, все още почти изцяло запазена, е била увенчана с зъбци и е ограждала площ от около 2800 m2. Западната част е била винаги без сгради и се е състояла от поляна, където местното население е можело да се укрива  в случай на вражеско нападение. Вместо това в югоизточната част са се помещавали сградите, построени в различни периоди между XI и XIV век, включително масивната централна кула, параклисът, кухните, конюшните, караулната и резиденцията на замъка. В северозападния ъгъл могат да се видят останките от кула, под която е имало подземен резервоар за събиране на вода, измазан с cocciopesto (вид строителен материал), за да бъде водоустойчив.
Най-впечатляващата сграда в замъка със сигурност е била масивната централна кула (на итал. mastio). Състояла се е от донжон с квадратен план с размери приблизително 9,40 x 9 метра от всяка страна и 18 метра височина, построен върху скалата, за да предложи по-голяма съпротива в случай на нападение чрез подкопавания, т.е. прокопаване на малък тунел под основите на кулата и в причиняване на внезапното ѝ срутване. Кулата е била вертикално разделена на три етажа отгоре, а достъпът е бил разположен на няколко метра над земята – отбранително решение, което е видимо и в донжоните на много други замъци от онова време, включително този на Грен и този на Шатлар. Първоначално дървена стълба е била използвана за достъп до кулата, а по-късно е била заменена от каменно стълбище, поддържано от аркбутан, днес срутен. През годините кулата е трябвало да е претърпи някои промени, както се вижда от зазиданата врата и някои прозорци.
Облегнат на крепостта се намират руините на малък романски параклис, посветен на Свети Маврикий, вероятно датиращ от XI век. Апсидата, обърната на изток, първоначално е била изписана със стенописи с фигури на ангели, светци и евангелисти, както се вижда от някои рисунки на Алфредо д'Андраде и от писанията на Карло Нигра от началото на XX век, но сега са останали само няколко фрагмента.
Жилищните сгради и караулката, разположени в най-южната част на замъка, но сега са превърнати в руини и са едва забележими.